# Soure (Portugal)
Pour les articles homonymes, voir Soure.
Soure est une municipalité (en portugais : concelho ou município) du Portugal, située dans le district de Coimbra et la région Centre.

## Géographie
Soure est limitrophe :
- au nord, de Montemor-o-Velho,
- au nord-est, de Condeixa-a-Nova,
- à l'est, de Penela,
- au sud-est, d'Ansião,
- au sud, de Pombal,
- à l'ouest, de Figueira da Foz.

## Démographie
| 1801  | 1849  | 1900   | 1930   | 1960   | 1981   | 1991   | 2001   | 2004   |
| ----- | ----- | ------ | ------ | ------ | ------ | ------ | ------ | ------ |
| 3 801 | 6 436 | 20 233 | 22 941 | 26 575 | 22 570 | 21 704 | 20 940 | 20 695 |

| 2011   | - | - | - | - | - | - | - | - |
| ------ | - | - | - | - | - | - | - | - |
| 19 245 | - | - | - | - | - | - | - | - |

## Subdivisions
La municipalité de Soure groupe 12 paroisses (freguesia, en portugais) :
- Alfarelos
- Brunhós
- Degracias
- Figueiró do Campo
- Gesteira
- Granja do Ulmeiro
- Pombalinho
- Samuel
- Soure
- Tapéus
- Vila Nova de Anços
- Vinha da Rainha